# Paul Kane
Paul Kane (ur. 3 września 1810 w Mallow, zm. 20 lutego 1871 w Toronto) – kanadyjski malarz pochodzenia irlandzkiego, znany z obrazów przedstawiających rdzenną ludność zachodniej Kanady oraz rdzennych Amerykanów z Oregon Country.
Ten artysta-samouk dorastał w Toronto (wtedy znanym jako York) i ćwiczył malowanie poprzez naśladowanie mistrzów europejskich podczas wyprawy do Europy. Podjął się dwóch wypraw poprzez dziki północny wschód Kanady w 1845 oraz od 1846 do 1848. Pierwszy szlak podróży prowadził do Sault Ste. Marie i z powrotem. Pod ochroną Kompanii Zatoki Hudsona, podjął się kolejnej, nieco dłuższej wyprawy z Toronto poprzez Góry Skaliste do Fort Vancouver i Fort Victoria w Dystrykcie Columbia, tak bowiem zwali Kanadyjczycy Oregon Country.
Podczas obu wypraw Kane szkicował i malował autochtonów i dokumentował ich życie. Po powrocie do Toronto stworzył ponad sto malunków olejnych na podstawie szkiców. Jego praca, szczególnie szkice, są po dziś dzień wartościowym źródłem dla etnologów. Obrazy olejne, zgromadzone w jego studio, są uważane za część kanadyjskiego dziedzictwa narodowego, mimo że często Kane upiększał je i znacznie przekoloryzował, oprócz dokładności szkicowanych plenerów na korzyść bardziej dramatycznych scen.